# Ferenc Ilyés
Ferenc Ilyés (ur. 20 grudnia 1981 w Odorheiu Secuiesc, Rumunia), węgierski piłkarz ręczny, reprezentant kraju, lewy rozgrywający. Od sezonu 2013/2014 będzie reprezentował węgierski SC Pick Szeged.

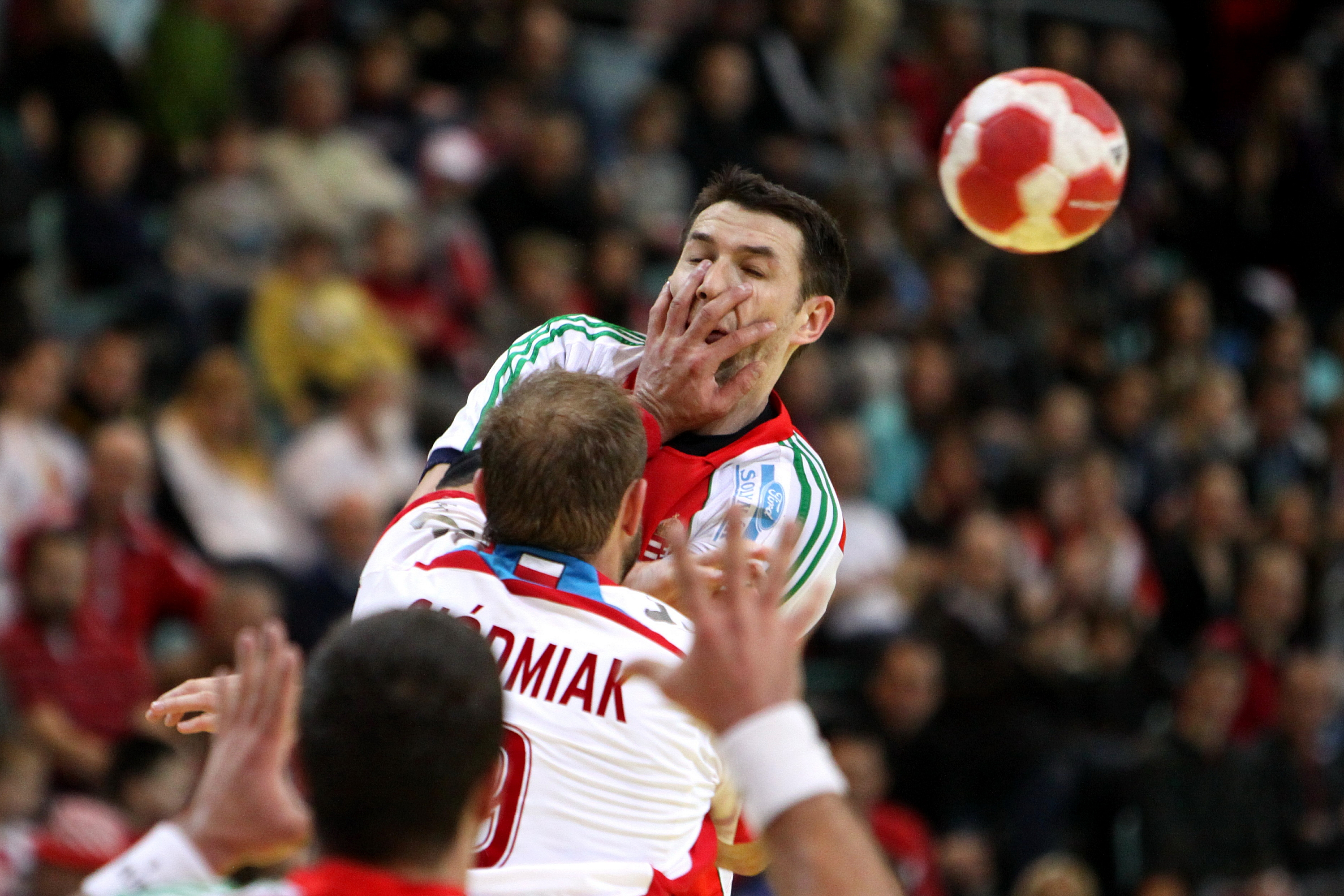

## Sukcesy
- Mistrzostwa Węgier:
  -  2007, 2008, 2009
  -  2002, 2003, 2004, 2005, 2006
- Puchar Węgier:
  -  2006, 2009
- Puchar Zdobywców Pucharów:
  -  2008
- Puchar EHF:
  -  2014